# Архипово (Вологодская область)
Архипово — деревня в Вологодском районе Вологодской области.
Входит в состав Прилукского сельского поселения, с точки зрения административно-территориального деления — в Прилукский сельсовет.
Расстояние по автодороге до районного центра Вологды — 24 км, до центра муниципального образования Дорожного — 9 км. Ближайшие населённые пункты — Семёнково-2, Борилово-2, Великое, Борисово.
По данным переписи в 2002 году постоянного населения не было.